# 和田政宗
和田 政宗（わだ まさむね、1974年〈昭和49年〉10月14日 - ）は、日本の政治家。自由民主党所属の元参議院議員（2期）。元NHKアナウンサー。
みんなの党青年局長、次世代の党（のちの日本のこころを大切にする党）政策調査会長・幹事長・党首代行、国土交通大臣政務官兼内閣府大臣政務官（第4次安倍第2次改造内閣）、参議院内閣委員長を歴任。

## 来歴

### 生い立ち
東京都杉並区生まれ（現住所は仙台市青葉区宮町）。育ちは小金井市で、小金井市立小金井第三小学校、小金井市立緑中学校、慶應義塾志木高等学校を経て、1997年（平成9年）に慶應義塾大学法学部政治学科を卒業。
1997年（平成9年）4月に日本放送協会（NHK）へアナウンサー職で入局。

### 政治家

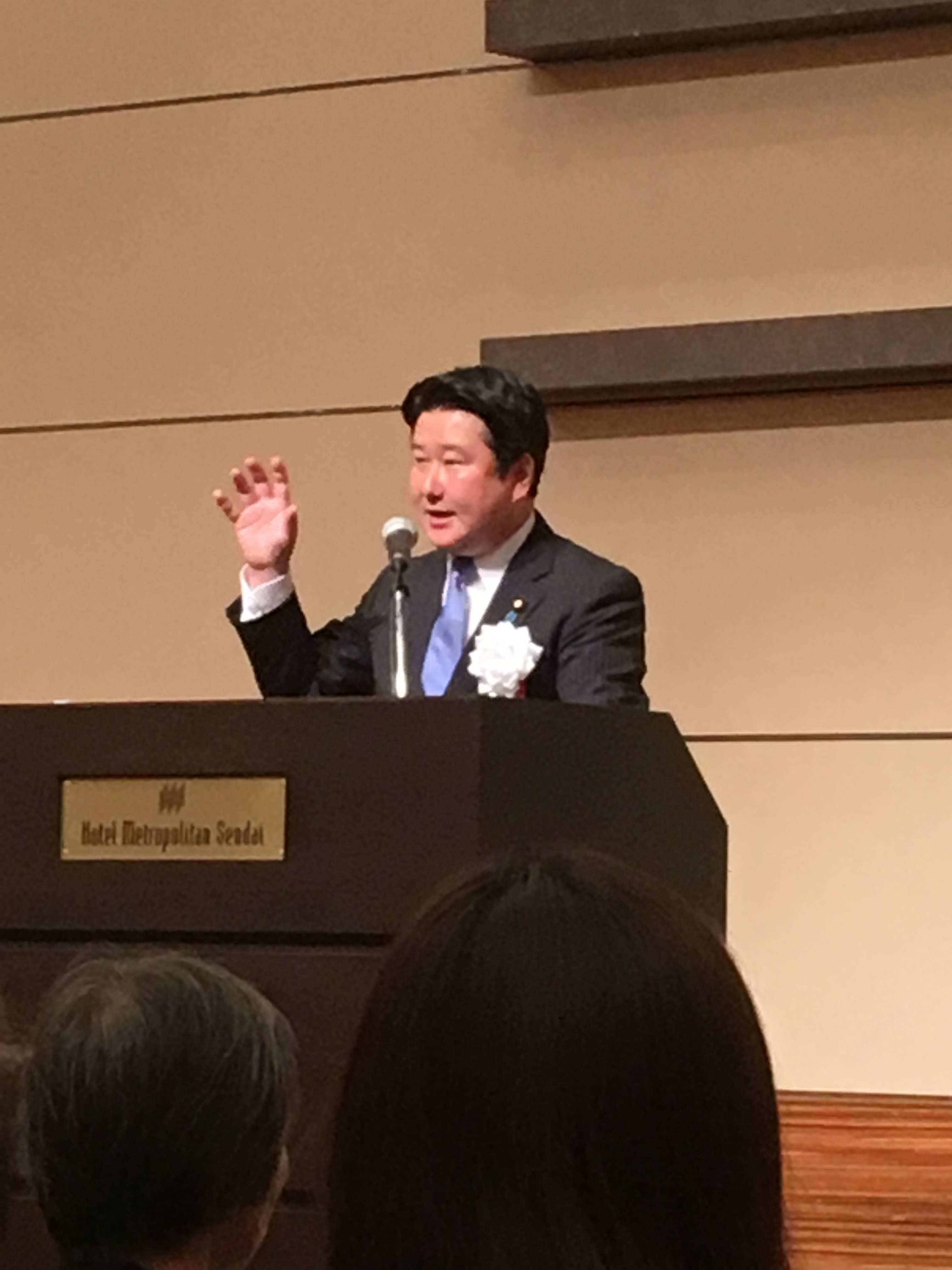
2016年7月4日、宮城県選挙区の自民党・日本のこころを大切にする党合同演説会にて

2013年3月に退職し、同年7月21日の第23回参議院議員通常選挙に宮城県選挙区からみんなの党公認で出馬。選挙では新経済連盟 と志太勤 の推薦を受けた。当初から愛知治郎に続く2位争いを意識し、USTREAMやYouTubeで動画を配信したり、生放送番組を17回放送したりするなどインターネットを利用した選挙運動を展開した。公示当日には対立候補の岡崎トミ子が所属する民主党の復興政策などを批判するCMをサイト上で公開し、選挙期間中の閲覧回数が約7000回に達するなど岡崎への批判がインターネット上に拡散した。最終的に22万207票を集め、次点の岡崎に対し5,102票差で初当選した。同年12月10日、みんなの党青年局長に就任、2014年1月31日には党東北復興院副総裁に就任した。
2014年11月19日、所属していたみんなの党が解党を決定したため、松沢成文とともに新党結成を模索する が、断念し、同月26日、入党要請を受けていた次世代の党に入党。12月25日、政策調査会長に就任した。2015年（平成27年）5月1日、憲法改正を目指す団体「美しい日本の憲法をつくる宮城県民の会」の会長代行に就任した。同年8月28日、次世代の党を離党した松沢の後任として、政調会長と兼務で幹事長に就任。9月25日から30日の6日間、次世代の党党首の平沼赳夫が離党したことに伴い、後任の中山恭子が10月1日に就任するまで、党首代行を務めた。9月30日、次世代の党両院議員総会において翌10月1日からの新役員体制発足が承認され、幹事長、参議院幹事長、政策調査会長、広報局長、青年局長の党役職を兼務することが発表された。しかし翌月の11月11日、同党両院議員総会で幹事長を中野正志に交代する人事が内定し、16日付で幹事長代理とその他の役職の兼任となった。さらに、12月21日の同党議員総会では党名を日本のこころを大切にする党に変更することが決定され、党名継続を主張した が、同日中に総務省への届出とともに改称が実施された。同日、党名変更について「党に所属している以上、決定したことに従うか従わないか」「党内には同じ志を持った仲間もたくさんおり、しっかり考えたい」などとブログに記していた。

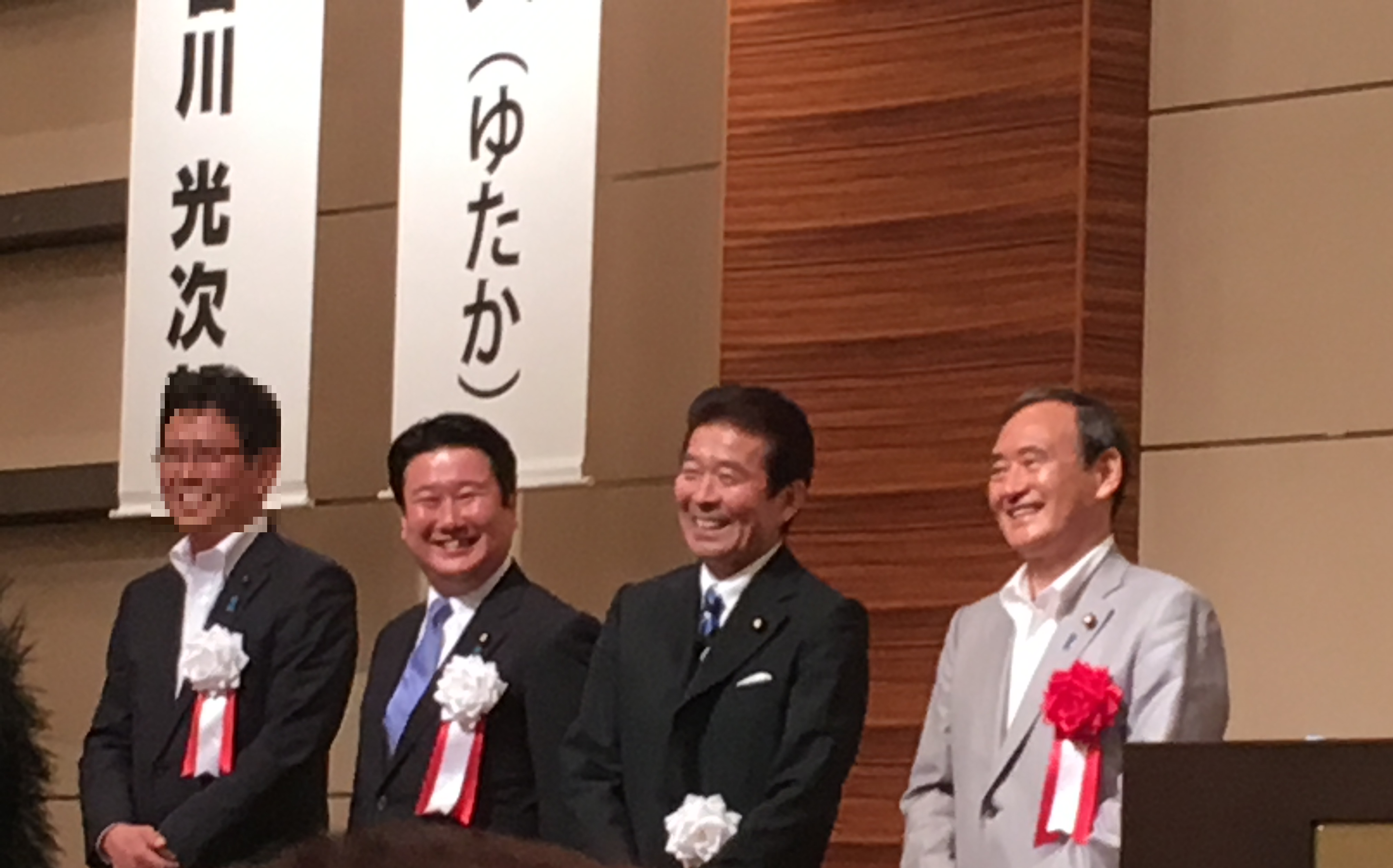
第24回参議院選挙の自民党・日本のこころを大切にする党合同演説会に参加する和田政宗、中野正志、菅義偉

2016年7月の第24回参議院議員通常選挙では、同じ宮城県選挙区から出馬し同党が推薦する熊谷大（自由民主党所属）を支援した。
9月以降、党の役職を全て退任し、11月18日に離党。同月21日に無所属のまま参議院の自民党会派に入会した（「日本のこころ」も2018年11月、最後まで残っていた中野正志が自民党に復党したため消滅）。
2017年6月27日、自民党幹事長の二階俊博と会談し、自民党への入党届を提出した。自民党入党に至る経緯について河北新報は、平和安全法制の審議を通じて内閣官房長官の菅義偉との関係を築いたことなどから、「菅義偉官房長官の威光が功を奏した格好」と報じている。入党届について二階は「ただちに宮城県連で入党手続きが行われ、近く承認される見通しだ」と述べた。同年9月24日に行われた自民党宮城県連総務会において、入党届の受理と宮城県連への所属が決定された。入党後、同党広報副本部長に就任した。
2019年7月に行われる第25回参議院議員通常選挙ではかつての競合相手だった愛知治郎との候補者調整に応じ比例区より出馬。投開票の結果、当選。
2019年9月に発足した第4次安倍第2次改造内閣に於いて、国土交通大臣政務官（担当は安全・危機管理、海上保安施策、海事、道路、観光政策）並びに内閣府大臣政務官（特定複合観光施設区域（IR）の整備に関する事務の担当）に任命された。
2024年7月25日、翌年7月の第27回参議院議員通常選挙の参議院比例区公認候補として擁立することが自民党から発表された。
2024年11月28日、参議院内閣委員長に就任。
2025年7月の第27回参議院議員通常選挙で、自民党は比例代表に特定枠2人を含め計31人の候補者を擁立し、12議席を確保。和田は64,665票を獲得し、得票数22位（特定枠を含むと24位）で落選した。

## 活動や主張・発言など

### 震災復興・防災
東日本大震災からの復興事業について、2013年7月の第23回参議院議員通常選挙で「防災はソフト対策が主体であるべきで、無駄な計画が多い」として見直しを主張した。また、産経新聞が実施した同選挙の候補者アンケートでは震災からの復旧・復興について「膨大な手続きの簡略化。仙台・宮城が世界の貿易拠点となるような予算付けを行う」と回答した。
宮城県沿岸地域の防潮堤建設について、2013年11月5日の参議院国土交通委員会で、高台移転のため無人となる地域や海水浴場への建設により景観が損なわれると主張した。さらに、2014年（平成26年）3月12日、参議院予算委員会で、内閣総理大臣の安倍晋三に防潮堤問題について質疑し、「地元住民との合意形成が必要」と答弁を得る。同年10月21日にはBS日テレの深層NEWSに出演し、宮城県の防潮堤整備の進め方について「代替案を示さずに一点で進めた」と批判した。
災害時における避難路・救援物資輸送路の確保について、2013年11月26日の国土交通委員会で、国道4号・三陸自動車道の車線増加、東北地方を横軸に結ぶ道路の整備、常磐自動車道のスマートインターチェンジの整備、離島の架橋、仙台空港の機能強化等の必要性を主張した。
2014年の第186回国会では、東日本大震災復興特区法の改正法案の審議を巡り、畑浩治が提案した高台移転促進のための議員立法を支持し共同提案を決定。この動きに触発された与党が同様の内容の法案を提出したと述べている。同法改正法は4月23日の参議院本会議で全会一致で可決、成立した。

### 経済政策
アベノミクスについて、2013年7月に産経新聞が実施した第23回参議院議員通常選挙の候補者アンケートで「地方の経済浮揚につながっていない。もの作りや貿易に立脚した経済成長戦略を取るべきだ」と回答した。2015年（平成27年）には次世代の党幹事長としてインタビューに応じ「一本目の矢（金融政策）とか二本目の矢（財政政策）もまだまだ足りない」とし「安倍政権よりも更に発展させたデフレ脱却」により「所得が10年で1.5倍くらいになる」経済政策を打ち出すと述べた。
消費税の増税について、前述の参院選候補者アンケートで「復興を考えた場合、絶対に反対。これからの住宅再建や工場再建など、あらゆるものに影響が出る」と回答した。2015年9月8日にも改めて消費税の10パーセントへの引き上げや軽減税率の導入について反対の立場を表明している。
環太平洋パートナーシップ協定（TPP）について、2015年10月5日に交渉の大筋合意を受け「合意に至った過程でどのような交渉がなされたのか、合意した内容が国益にかなうのか、今後、国会で丁寧に審議していく」とする談話を発表した。
イギリスの欧州連合離脱是非を問う国民投票における離脱派の勝利を巡る日本政府の対応について、2016年6月26日のNHK番組で「（市場の）投機的な動きに対する断固たる姿勢を政府も世界も取るべきだ」と述べ、同日の『新報道2001』では「為替介入も含め、断固たる国際協調の姿勢を示し、しっかりとした財政出動をすべきだ」と主張した。

### 歴史認識
東京裁判においてA級戦犯を定義する「平和に対する罪」について、2014年3月12日の参議院予算委員会で外務大臣の岸田文雄に質疑し、1945年のニュルンベルク裁判および極東国際軍事裁判条例から出たもので、「その後も確立しているかどうかについては議論がある」ことを答弁で確認した。この答弁を受け、政府見解においても確立していない罪名のもと、法の不遡及の原則に反して裁かれたものであったことを述べた。
村山談話における「植民地支配」「侵略」の定義について、第189回国会会期中の2015年3月11日に質問主意書を提出した。同月20日、「定義することは困難」とする答弁書が閣議決定されたことを受け、「世界に発信した首相談話が定義出来ないというのは曖昧に過ぎる」として、4月に田沼隆志、藤岡信勝らと共に村山談話の作成過程を検証するプロジェクトチームを立ち上げた。プロジェクトでは関係者からの聞き取りを通して、談話の内容が事前に示されることなく、一部の関係者のみによって作成されたとする検証結果を取りまとめ、8月に公表した。
ポツダム宣言における「世界征服」の文言とサンフランシスコ平和条約との関係について、2015年5月28日に質問主意書を提出し日本政府の見解を質した。これに対し政府は「世界征服の文言は連合国側の政治的意図を表明した文章」とし、「サンフランシスコ平和条約が効力を発生すると同時にポツダム宣言の効力は失われている」とする答弁書を6月5日に閣議決定した。
日本の慰安婦に関する国連人権委員会のクマラスワミ報告について、1996年の報告当時に日本政府が作成した反論文書を公開すべきとし、2016年5月26日に質問主意書を提出した。これに対し政府は「国際社会の理解を得るのに何が最善の方法かについては引き続き検討を進めてきており、その中で反論文書の公開の是非についても慎重に検討しているところである」などとする答弁書を6月2日に閣議決定した。

### 安全保障
第2次安倍内閣が進める集団的自衛権の行使容認について、2014年（平成26年）6月に河北新報の取材を受け「抑止力が高まり、国民と自衛官を守ることに繋がる」として支持を表明した。その後、周辺事態法の自衛隊による他国軍への後方支援を可能とするための改正法案について、2015年（平成27年）2月15日のNHK番組で「現状の法制度では、自衛隊の行動が制限され過ぎている」として支持を表明した。
自衛隊病院・防衛医科大学校病院について、2015年（平成27年）3月30日の参議院予算委員会の質疑で、年度末になると予算不足でカテーテル手術が出来なくなる診療科や、年間を通してカテーテル手術が出来ない診療科があるといった問題点を指摘した。2014年度（平成26年度）は予算を増額し不足は起きておらず、万が一不足した場合は予備費などで対処するとの政府答弁に対し、大規模災害や有事の際に制約を受けないよう十分な予算の確保を要望した。
日本国憲法の改正について、2013年（平成25年）7月に産経新聞が実施した第23回参議院議員通常選挙の候補者アンケートで「賛成。自衛隊を明記。国家のあり方や社会をしっかりと考えた憲法に。天皇陛下を国家元首とする。」と回答している。第9条の改正については、2015年（平成27年）5月3日に日本会議主催のフォーラムで「アメリカの国力が下がりつつある現状に対し、国民の命と国の在り方について議論しなければならない」と述べた。
平和安全法制について、2015年（平成27年）8月4日にBS日テレの深層NEWSに出演し、「様々な事態に対応できる訓練が可能となり、日米で危機対処能力を高めることが抑止力につながる」と発言。9月8日には「修正案を飲んでもらうことが重要と考えているが、他の野党のようにやみくもに安保法制の成立に反対だというようなやり方はしていない。国会の関与をさらに強めるというような形であれば国民の過半数は納得して今国会での成立がなされると思う」と述べた。同月15日、国会議事堂周辺で行われた同法制への抗議集会に関し「憲法上認められた権利だ。国会議員は当然、許容しなければならない」と述べると共に、午後9時以降も集会が続いたことに触れ、「平穏なデモ、抗議活動ができないものだろうか。日本は良い国だ。中国のウイグルやチベットで抗議活動をすると、銃を乱射されて射殺される」とも述べた。

### 領土
竹島を巡っては、2014年（平成26年）2月22日に開催された「竹島の日」記念式典に出席した際に「次は（竹島）奪還記念式を開こう」と発言した。2014年（平成26年）10月16日の参議院国土交通委員会では、尖閣諸島や竹島の観光資源としての有益性を挙げ、実地調査のための上陸が可能かについて質疑した。この際、領土・領海意識育成のため、学校教育での取り組みを行うべきであることなどを述べた。
中国漁船サンゴ密漁問題について、2014年（平成26年）11月5日の参議院本会議で質疑を行い、200隻以上の中国漁船による日本の排他的経済水域内での密猟を「侵略行為と言ってもおかしくない状況」と非難し、釈放のために支払う担保金額の引き上げと巡視船による監視強化を求めた。その後、同月19日の参議院本会議において、外国人が領海内の漁業や排他的経済水域（EEZ）内の無許可操業を行なった場合の罰金を最高3000万円に引き上げる外国人漁業規制法の改正法が可決、成立した。

### 文部科学行政
教育勅語について、2014年（平成26年）4月8日の参議院文教科学委員会で「教育現場で活用すればとても良い道徳教育になる」と述べ、連合国軍占領下だった1948年（昭和23年）の国会の排除決議や失効確認決議とは関係なく、副読本や学校現場で活用できるか質疑した。これに対し、政府参考人の前川喜平（当時文部科学省初等中等教育局長）は過去の経緯を踏まえ「教育勅語を我が国の教育の唯一の根本理念であるとするような指導を行うことは不適切である」とした一方、教育勅語の中に含まれる今日でも通用するような内容に着目し学校で活用することは考えられるとの認識を示した。
日本における大学生の奨学金について、2015年（平成27年）4月1日の参議院予算委員会で、外国人留学生が給付型奨学金を受ける一方で日本人学生は貸与型しか受けられず、社会に出た後の負担が大きいことについて文部科学大臣の下村博文に質疑し、「創設に着手したい」との答弁を得た。その後、第3次安倍第1次改造内閣は給付型奨学金を2017年度を目途に創設する方針を決定した。
加計学園問題で当初朝日新聞が報道した文書を巡り、2017年（平成29年）5月24日に「メディアに文書を持ち込んだのは元文科省幹部M氏」とのタイトルでブログを更新。同じ文書は朝日新聞以外の複数のメディアにも持ち込まれていたが、当該人物が自分で作成した可能性があるため同紙以外は記事にしなかったとした上で、文書を持ち込んだ動機については出会い系バー通いを注意されたり、天下り問題で処分されたことに対する「逆恨み」であると主張した。
翌日、記者会見を開いた前川喜平が「行政の公平性がゆがめられた」などと発言したことについて「旧態依然の官僚の言葉と感じる。規制改革は安倍政権の重要政策であり、官邸や内閣府が方向性を示すのは職務として当たり前だ。官邸に言うべきことを言い、激しいやりとりをしている省庁もあり、前川氏の言っていることは意味不明で恣意的だ」と批判した。

### 旭日旗
2013年（平成25年）9月にオーストラリア戦争記念館を視察した際、同館の第二次世界大戦を扱うコーナーの床に旭日旗の映像が投射されていたことを発見し、オーストラリア政府と同館に抗議した。その後、質問主意書で本件に関する日本政府の見解を質したところ、同館が在オーストラリア日本大使館からの申し入れに応じ、10月15日までに映像の投射を取りやめたことが判明した。

### 他の議員・政党への対応
みんなの党で代表を務めていた渡辺喜美の8億円借入問題について、2014年（平成26年）4月4日に記者会見で「代表が説明責任を尽くせていない。説明がつき、国民が納得するのであれば、もう一度代表に戻ってほしい」と述べ同党代表の辞任を求めた。
2015年（平成27年）9月18日の平和安全法制の採決を巡り、委員長席に与野党議員が詰め寄るなどして生じた混乱について記者団の取材を受け「飛びかかって暴力を振るうのは議会の自殺行為だ」と述べた。また、採決の際に議場内で大沼瑞穂が津田弥太郎から暴行を受けたとされる問題について、9月20日のNHK番組で「人として議会人として女性の人権を守るためにも満身の怒りを持って抗議をしたい」と述べ、津田が所属する民主党を非難した。
同年の大阪市長選挙・大阪府知事選挙（大阪ダブル選挙）への対応を巡り、11月4日に大阪維新の会公認候補の支持を表明し、記者会見で「既得権の打破を大阪維新は有言実行してきた。自民、民主、共産などが支援している対立候補では改革の継続はできない」と述べて維新の政策を評価した。
2016年（平成28年）の第24回参議院議員通常選挙では、支援する熊谷大への支持を呼びかけるため、党の選挙カーを沿岸部や仙台市街地を走らせたり、YouTubeに熊谷をPRする動画を配信した。
民進党の政調会長だった山尾志桜里の政治資金問題について、2016年（平成28年）6月26日のフジテレビ番組「新報道2001」で、同じく出演者の山尾に対し「『調査をする』と言って、まだ結果を発表していない」と批判した。
日本共産党の政策委員長だった藤野保史が2016年（平成28年）6月26日のNHK番組で、防衛費を念頭に「人を殺すための予算」と発言したことについて、同じ番組に出演し「政治家の発言としてまずい。国民の命を守るために国防がある」と抗議した。その後、同月28日に藤野が発言の責任をとり同党政策委員長を辞任した際には、産経新聞の取材に「共産党の志位和夫委員長の任命責任が問われる」「共産党は綱領に自衛隊の解消を掲げており、藤野氏の発言は、本音が出たのだと思う」などと答えた。

### 森友学園問題の決裁文書改竄問題をめぐる質疑
2018年3月19日の参議院予算委員会において、財務省の決裁文書改竄問題を巡って太田充理財局長に対し、和田は「まさかとは思いますけど」と前置きした後、「太田理財局長は民主党政権時代に野田総理の秘書官も務めていて増税派だからアベノミクスをつぶすために、安倍政権をおとしめるために意図的に変な答弁をしているんじゃないですか」と発言した。また、安倍首相の配偶者である安倍昭恵に対する野党の証人喚問要求については、「文書に伝聞形で書かれているということで証人喚問に呼べと言うならですね。山梨のある学校法人が格安で国有地の払い下げを受けた案件はこれはどうなるんでしょうか」と別案件の国有地払下げに言及し、「この学校の保護者の会の連合会長は野党のある国会議員です」「まさか関与はしてないと思いますけれども、名前があるので関与をしている可能性があるから証人喚問ということになればですね、これはおかしなことになるというふうに思っております。事実と証拠に基づいて、国会の議論を進めていかなくてはなりません」と述べた。
和田の質疑に対し、太田理財局長は「私は公務員として、お仕えした方に一生懸命お仕えすることが仕事なので、それを言われるとさすがにいくらなんでも。そんなつもりは全くありません。それはいくらなんでも、それはいくらなんでも。ご容赦ください」と返答した。与野党からも苦言が相次ぎ、麻生太郎財務相が「その種のレベルの低い質問はいかがなものかと、軽蔑はします」と批判した。23日、自らのTwitterで「行き過ぎたとも取れる発言部分は、反省し撤回します」と表明した。
翌3月20日、都内の新聞社2社に「和田の事務所と県支部を爆破し、十数人を殺害する。家族も殺害する」という内容の脅迫メールが届いた。和田は宮城県警に被害届を提出し、ツイッターで「国会議員の発言をテロで封殺するもの。断じて許せない」とコメントした。

### その他
- 日本の調査捕鯨を妨害するシーシェパードへの対策について、2014年（平成26年）4月21日の参議院決算委員会の質疑で、巡視船を派遣して取締まるため、関係国に了承を取り付けるように求め、同時に商業捕鯨再開のために調査捕鯨を確実に実施するように求めた[PR 24]。
- 労働者派遣法の改正案について、2015年（平成27年）5月24日のNHK番組で「一定の評価をしている。改悪にはならない。改善だ」と述べた[77]。
- 籠池泰典の証人喚問について、2017年（平成29年）3月17日に夕刊フジの取材に応じ、「安倍首相や昭恵夫人と、籠池氏の関係など政治家の関与を追及してもまったく意味がない。そこを執拗に突くのは、あからさまな『印象操作』だ。それでは真相に迫れない」と主張した[78]。
- 選択的夫婦別姓導入に「反対」[79]。
- 同性婚制度導入に「反対」[80][81]。
- ジャーナリストの伊藤詩織と当時係争中の山口敬之が、2017年（平成29年）10月に出演した文化人放送局の番組「日本の病巣を斬る」で、不起訴相当の議決がなされた山口を、足立康史、生田與克とともに「ファン」として出迎えた。

## 人物

### 統一教会との関係
- 2019年6月1日、和田は杉田水脈、今村洋史らとともに統一教会幹部の阿部正寿が評議員、統一教会幹部のペマ・ギャルポが顧問を務める団体「呉竹会」が主催した「呉竹会アジアフォーラム」に参加した[82][83]。
- 2021年12月12日に東京都内で統一教会の分派のサンクチュアリ教会が主要団体として参加した「北京五輪ボイコット推進集会・デモ実行委員会」のデモの中では和田政宗名義の応援メッセージが集会で読みあげられている[84]。

### 山梨県の国有地払い下げ問題に関する発言
2018年3月19日、国会で、山梨県の日本航空学園が、約50年間無償で使用していた国有地を2016年に評価額の8分の1の安値で取得したことを取り上げ、野党議員の関与を仄めかす発言をしたが、後に自民党の赤池誠章が学園に関与していたことが判明した。赤池は2004年から2009年まで理事や、系列の専門学校の校長を務めていた。

### 在日クルド人との関係、および石井孝明との対立
2025年4月、「埼玉クルド人問題」に絡み、石井孝明（ジャーナリスト）に1260万円を請求する民事訴訟を起こした。石井は、和田と埼玉の在日クルド人が密接な関係にあると主張していた。和田は石井に対する刑事告訴もしており、2月と4月の2回にわたり、脅迫と名誉毀損を主張している。和田は日本クルド友好議員連盟の幹事長を務めていたことでも知られる。

### その他
名前の「政宗」は伊達政宗に由来する。座右の銘は伊達政宗五常訓の「仁に過ぎれば弱くなる。義に過ぎれば固くなる。礼に過ぎれば諂いとなる。智に過ぎれば嘘をつく。信に過ぎれば損をする」。
阪神・淡路大震災を報道するアナウンサーの姿を見て、自身もアナウンサーを志したと述べている。2007年（平成19年）に防災士の資格を取得し、NHK大阪放送局に転任後は町内会の防災活動に取り組んだ。
仙台放送局へ転任後、2010年（平成22年）に宮城県防災指導員の資格を取得し、文部科学省の仙台圏戦略的大学連携事業「防災支援ボランティア養成講座」のほか、仙台市内の小学校、町内会や学生向けの防災講座で講師を務めた。
趣味は歴史研究（日本外交史、伊達政宗など） とマラソン で、ホノルルマラソンを5回、仙台国際ハーフマラソン大会を2回完走したと述べている。特技は剣道で、中学校時代は剣道部に在籍、剣道二段を有する。
スポーツ分野の国際交流に関わっており、2008年（平成20年）開催の北京オリンピックでは、ガーナ野球競技代表の臨時スタッフとして現地の手続を支援した。また、2009年（平成21年）にはコロンビアの少年を日本に招く「コロンビア野球少年プロジェクト」の事務局長に就任し、同国から10名を日本に招き大阪、岡山、東京での練習試合や社会体験を実施した。
河北新報は宮城県における人物評価として、県議らの「政治スタンスが明確で、育てたい人物」「先鋭的な姿勢は、保守色の強い支持者に受けている」「主張がとんがりすぎている」といった意見を紹介したほか、自民党宮城県連内では「自民の中でも右寄り」が共通の見方と報じている。
内閣総理大臣菅義偉の側近であり、菅は「確かな国家観を持ち、日本を背負う政治家になる」と評している。自民党幹事長二階俊博は「立派な議員だ」と述べている。
先祖は、楠木正成を輩出した楠木氏の同族の河内和田氏と称している。

## 不祥事

### 公職選挙法違反疑惑
2019年5月20日、積水ハウス関係者や大工ら約1000人を集めた「埼玉合同衛生推進大会」が、さいたま市で開催された。現場では、積水ハウス側から「和田議員は、ご自身の推進政策の中で、若い世代が住宅を購入しやすい制度づくり等を掲げておられることから、ご挨拶を頂く機会を儲けることとなりました」と紹介されたが、和田は続けて、「参議院は名簿に順位がついておりません」「和田政宗、もしくは政宗というふうにお書き頂ければ有り難く思います」「今必死のお願いを積水ハウス様、積水ハウスの関連企業様に全国回ってお願いをさせて頂いております」と語った。この一連の発言が、公示前に特定議員の支援が目的でない会合で投票を呼びかける「事前運動」を禁止する公職選挙法に抵触する可能性があるとして批判を浴びた。

## 著書

### 単著
- 『戦後レジームを解き放て! -日本精神を取り戻す!』（2014年、青林堂） ISBN 978-4792605032
- 『日本の真実50問50答 わかりやすい保守のドリル』 （2017年、青林堂） ISBN 978-4792605896
- 『日本国憲法「改定」』 （2018年、すばる舎） ISBN 978-4799106778
- 『「嘘の新聞」と「煽るテレビ」』（2018年、育鵬社　ISBN 978-4594080075）

### 共著
- 藤井実彦、藤岡信勝、田沼隆志との共著『村山談話 20年目の真実』（2015年8月、イースト・プレス）
- 足立康史、生田與克との共著『報道特注（本）』（2017年10月、扶桑社）
- 髙山正之との共著『こんなメディアや政党はもういらない』（WAC BUNKO、2018年10月）

## 所属団体・議員連盟
- 感染対策を資材と方法から考える超党派議員連盟
- 日本ウイグル国会議員連盟
- 日本会議国会議員懇談会[94]
- みんなで靖国神社に参拝する国会議員の会[94]
- 北朝鮮に拉致された日本人を早期に救出するために行動する議員連盟
- 日華議員懇談会
- 自主憲法研究会 - 事務局長
- 日本の尊厳と国益を護る会[95]
- 日本クルド友好議員連盟（幹事長）[96]
- 神道政治連盟国会議員懇談会[97]

## NHK時代の出演番組
新潟局時代
- 夕方6時台および夜の県内ニュース

帯広局時代
- 金曜まるごととかち - キャスター
- 北海道中ひざくりげ - 十勝エリア旅人

大阪局時代
- 大相撲を中心とした各種スポーツ中継（他に高校野球、サッカー、ロードレース（英語版）など）

仙台局時代
- おはよう宮城
- てれまさむね - 「まさむねがゆく」コーナーを担当[PR 25]。
- ラジオ第1 ここはふるさと 旅するラジオ - NHK東日本大震災プロジェクトの一環として、2011年（平成23年）9月6日と同7日の放送を担当[PR 26]。

## 選挙歴
| 当落 | 選挙                     | 執行日         | 年齢 | 選挙区       | 政党       | 得票数     | 得票率 | 定数 | 得票順位 /候補者数 | 政党内比例順位 /政党当選者数 |
| ---- | ------------------------ | -------------- | ---- | ------------ | ---------- | ---------- | ------ | ---- | ------------------ | ---------------------------- |
| 当   | 第23回参議院議員通常選挙 | 2013年07月21日 | 38   | 宮城県選挙区 | みんなの党 | 22万207票  | 23.35% | 2    | 2/5                | /                            |
| 当   | 第25回参議院議員通常選挙 | 2019年07月21日 | 44   | 参議院比例区 | 自由民主党 | 28万8080票 | ーー   | 50   | 5/33               | 5/19                         |
| 落   | 第27回参議院議員通常選挙 | 2025年07月20日 | 50   | 参議院比例区 | 自由民主党 | 6万4665票  | ーー   | 50   | 24/31              | 24/12                        |